# Helle Nielsen (Schauspielerin)
Helle Louita Nielsen (* 22. Juni 1946 in Kopenhagen; † 4. März 2025) war eine dänische Schauspielerin.

## Leben
Helle Nielsen wuchs gemeinsam mit ihrer Zwillingsschwester Lykke Nielsen in Kopenhagen auf, wo sie bis zu ihrem Tod lebte.
Sie wirkte ab ihrem zwölften Lebensjahr in einigen Spielfilmen mit. Mitte der 1960er Jahre beendete sie ihre Tätigkeit als Schauspielerin in der Filmbranche und war danach einige Jahre lang als Hörspielsprecherin tätig. Danach war sie bis zu ihrem Eintritt in den Ruhestand als Bürokauffrau in verschiedenen Verwaltungen von Betrieben in Kopenhagen tätig.
Helle Nielsen war verheiratet und hatte einen Sohn.

## Filmografie
- 1958: Na enden er Go
- 1960: Flemming und Kvik
- 1961: Sieben Kinder fahren aufs Land
- 1963: Der Störenfried
- 1965: Hold da helt Ferie
- 1965: Kryds und Bolle
- 1965: Ih, du forbarmende
- 1978: Ich und Charly